# 博尚领主爱德华·西摩
哈奇的博尚领主爱德华·西摩（1561年9月21日—1612年7月），通过其母凯瑟琳·格雷对英格兰王位有理论上的强权利的英格兰贵族，但事实上因身份合法性存疑，沦为无足轻重的人。他是索默塞特公爵们的先祖。

## 家世
爱德华·西摩是第一代赫特福德伯爵（1539年—1621年）和其妻、“九日女王”简·格雷之妹凯瑟琳·格雷（死于1568年）之子。他的祖父第一代薩默塞特公爵爱德华·西摩（1552年伏诛），在外甥爱德华六世年间（1547年—1553年）因被国会剥夺财产和公民权，全部爵位被废除。他的父亲被女王伊丽莎白一世（1558年—1603年在位）于1559年重新提拔为贵族，为哈奇的博尚男爵和赫特福德伯爵。他在父亲生前去世，在父亲生前以父亲较低的爵位仪礼称号称“博尚领主”。
他的母亲因违抗伊丽莎白一世的意愿秘密与其父结婚，被囚于伦敦塔，他就在那里出生。他的母亲进入伦敦塔时已经身怀有孕，被提供糟糕的生活条件，显然意在希望她流产或死亡。多年来，因为没有合法结婚的证据，凯瑟琳诸子被认为私生子。

## 王位权利
1603年，爱德华是亨利八世遗言规定的第一王位继承人。按遗言约定，都铎长系玛格丽特·都铎的后人斯图亚特系的继承权被跳过，以便幼系、亨利八世最喜欢的妹妹玛丽·都铎的后人继位。按遗言，爱德华唯一可能的竞争对手是卡斯尔哈文伯爵夫人安妮·斯坦利，一旦爱德华被认为私生子，安妮将成为王位继承人。但王位继承最终由长系继承，苏格兰国王詹姆斯六世坐上了英格兰的王座。如亨利八世遗言的约定得到实施，爱德华将成为英格兰国王爱德华七世，英格兰和苏格兰也不会成为共主邦联。伊丽莎白一世从未官方取消其父的遗言，但詹姆斯在英格兰议会支持下继承了王位。

## 家庭和子女
1572年，爱德华娶了霍诺拉·罗杰斯，她是多塞特选区郡选议员多塞特的布莱安斯顿的理查·罗杰斯爵士（1527年—1605年）和索默塞特的邓斯特城堡的邓斯特封建领主安德鲁·卢特雷尔爵士（1484年—1538年）的女儿塞西莉亚·卢特雷尔的女儿。霍诺拉是布莱安斯通的下院议员安德鲁·罗杰斯的姐妹（大约死于1599年），安德鲁之前娶了博尚领主的姑母玛丽·西摩女领主（1552年生）为第二任妻子。博尚的父亲伯爵强烈反对这场婚姻，派了一位乔治·卢德洛去和罗杰斯家讨论态度。卢德洛回报霍诺拉是“一个荡妇”、其父理查·罗杰斯是“一个笨蛋”、博尚领主最初只想和她“一夜情”。伯爵相信理查爵士已鼓励这场婚姻，对于反对或推动这场婚姻“虽然表面上他什么也没做”，其女也有“秘密的善意”。他们有三子三女：
- 爱德华（Edward Seymour，1586年—1618年），娶多塞特伯爵罗伯特·萨克维尔（英语：Robert Sackville, 2nd Earl of Dorset）之女安妮·萨克维尔（Anne Sackville），无子女。
- 威廉（William Seymour，1588年—1660年），第二代赫特福德伯爵（英语：Marquess of Hertford），于1660年成為第二代薩默塞特公爵。
- 法蘭西斯（英语：Francis Seymour, 1st Baron Seymour of Trowbridge）（约1590年—1664年），特罗布里奇的西摩男爵，第六代薩默塞特公爵查尔斯·西摩的祖父。
- 霍诺拉（Honora Seymour，1594年之前 – 1620年），嫁費迪南多·薩頓（英语：Ferdinando Sutton）。
- 安妮（Anne Seymour，生卒年不詳）。
- 玛丽（Mary Seymour，生卒年不詳）。

## 过世和继承

西摩的纹章：红色，两个金色翅膀在诱饵中连在一起

博尚领主先于其父第一代赫特福德伯爵去世，仪礼称号由长子博尚领主爱德华·西摩（1586年—1618年）继承，他也比第一代赫特福德伯爵先去世，故由他的次子威廉·西摩于1621年继承祖父为第二代赫特福德伯爵，并于1660年被重新封为索默塞特公爵。他的黄铜纪念碑碑文保存在大贝德文教堂（狼厅和托特纳姆的教区教堂)，用拉丁文写着：
Bellocamp(o) eram, Graia genetrice, Semerus. Tres habui natos, est quibus una soror (“我是博尚，一个西摩，由我的母亲格雷所生。我有三个兄弟姐妹，其中一个是姐妹”）